# Willow Bunch
Willow Bunch es un pueblo canadiense situado en la provincia de Saskatchewan.

## Superficie
Willow Bunch tiene una superficie de 0,91 km².

## Demografía
En 2021, tenía 299 habitantes, una densidad poblacional de 329,9 hab./km², y 186 viviendas.